# Fútbol gridiron

Un campo de fútbol americano. El campo de fútbol canadiense (abajo) difiere un poco en dimensión y diseño, pero es bastante similar. Los números indican las yardas para la zona final más próxima.

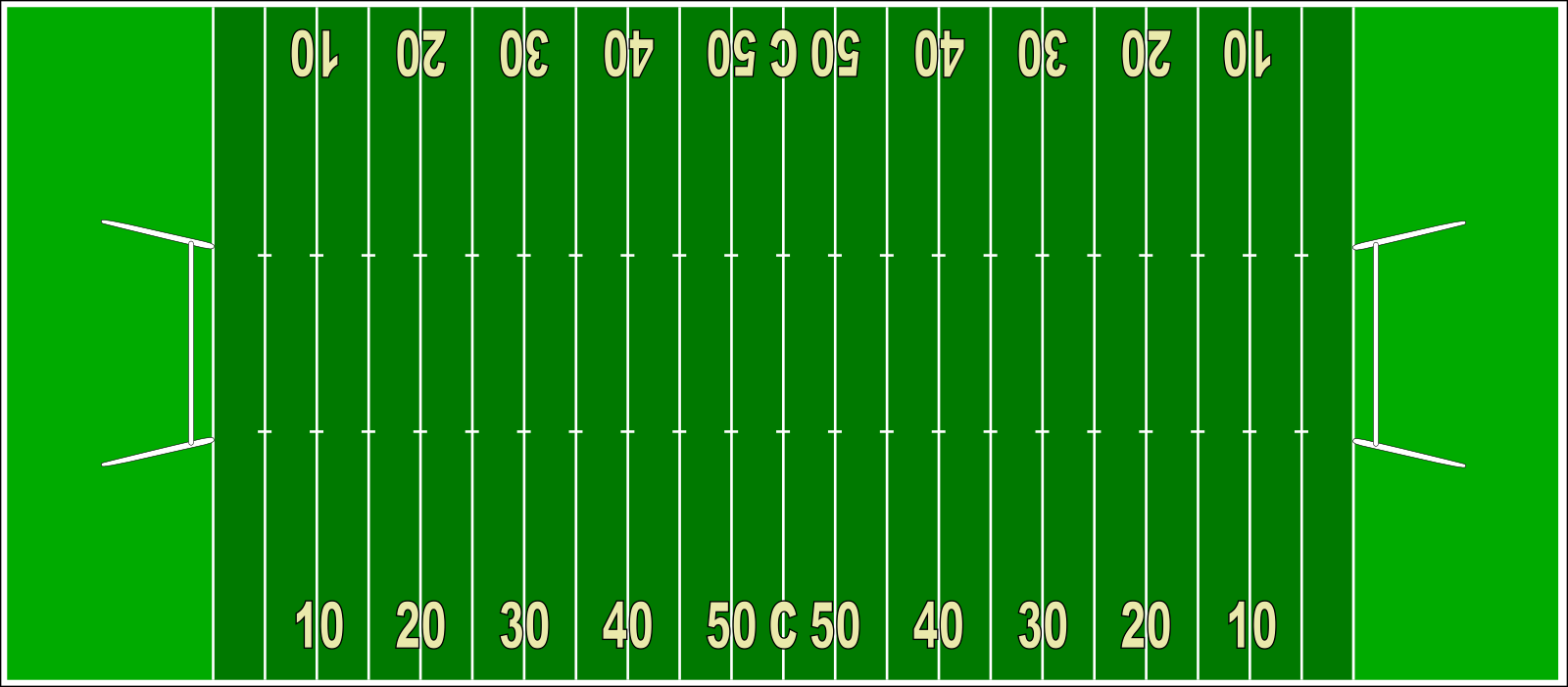
Esquema de un terreno de juego de fútbol canadiense.

Fútbol gridiron es un término utilizado para referirse a varios tipos de fútbol practicados primariamente en Estados Unidos, México y en Canadá. Sus exponentes más destacados son el fútbol americano, el fútbol canadiense y el fútbol americano en México
El término se refiere al terreno de juego característico utilizado en los partidos, que se marca con una serie de líneas paralelas semejantes a las de una parrilla (gridiron en inglés). Mientras que en Estados Unidos y en Canadá el término se emplea en referencia al campo, en otros países anglófonos el término se usa para diferenciar los tipos de fútbol jugados en América del Norte de otros tipos de fútbol, como el fútbol asociación, el rugby o el fútbol australiano.